# 루이지 베칼리
루이지 베칼리(이탈리아어: Luigi Beccali, 1907년 11월 19일 ~ 1990년 8월 29일)는 이탈리아의 육상 선수이며, 1932년 로스앤젤레스 올림픽 1500m 금메달리스트였다.
밀라노에서 태어나 청년 시절에 사이클과 육상에 의하여 매혹을 받은 베칼리는 코치 디노 나이를 만난 후 육상을 선택하였다.
1928년부터 1931년까지 1500m 이탈리아 국내 챔피언이었으며, 1932년에 열린 하계 올림픽에서 1500m 금메달을 획득하면서 국민적 영웅이 되었다.
1933년 3개의 세계 기록들을 세웠는 데, 처음에 쥘 라두메그의 세계 기록 3분 49.2초를 동일하고나서 3분 49.0초로 낮추었다. 또한 연말에 1000 야드(910m)의 세계 기록 2분 10.0초를 세우기도 하였다.
1934년 유럽 선수권 대회에서 1500m를 우승하였으나, 1936년 베를린 올림픽에서는 잭 러블록에 의하여 초과되어 3위로 오고 말았다. 1938년 유럽 선수권 대회에서 다시 3위를 하고, 4연속 국내 선수권 1500m 우승(1934~38)과 1회의 5000m 우승(1935)을 하였다.
육상 경력 후, 직업의 이유로 미국으로 이주하였고 플로리다주 데이터나 비치에서 사망하였다.